# Carole Forget
 (janvier 2022).
La mise en forme du texte ne suit pas les recommandations de Wikipédia : il faut le « wikifier ».
Les points d'amélioration suivants sont les cas les plus fréquents :
- Les titres sont pré-formatés par le logiciel. Ils ne sont ni en capitales, ni en gras.
- Le texte ne doit pas être écrit en capitales (les noms de famille non plus), ni en gras, ni en italique, ni en « petit »…
- Le gras n'est utilisé que pour surligner le titre de l'article dans l'introduction, une seule fois.
- L'italique est rarement utilisé : mots en langue étrangère, titres d'œuvres, noms de bateaux, etc.
- Les citations ne sont pas en italique mais en corps de texte normal. Elles sont entourées par des guillemets français : « et ».
- Les listes à puces sont à éviter, des paragraphes rédigés étant largement préférés. Les tableaux sont à réserver à la présentation de données structurées (résultats, etc.).
- Les appels de note de bas de page (petits chiffres en exposant, introduits par l'outil «  Source ») sont à placer entre la fin de phrase et le point final[comme ça].
- Les liens internes (vers d'autres articles de Wikipédia) sont à choisir avec parcimonie. Créez des liens vers des articles approfondissant le sujet. Les termes génériques sans rapport avec le sujet sont à éviter, ainsi que les répétitions de liens vers un même terme.
- Les liens externes sont à placer uniquement dans une section « Liens externes », à la fin de l'article. Ces liens sont à choisir avec parcimonie suivant les règles définies. Si un lien sert de source à l'article, son insertion dans le texte est à faire par les notes de bas de page.
- La présentation des références doit suivre les conventions bibliographiques. Il est recommandé d'utiliser les modèles {{Ouvrage}}, {{Chapitre}}, {{Article}}, {{Lien web}} et/ou {{Bibliographie}}. Le mode d'édition visuel peut mettre en forme automatiquement les références.
- Insérer une infobox (cadre d'informations à droite) n'est pas obligatoire pour parachever la mise en page.

Pour une aide détaillée, merci de consulter Aide:Wikification.
Si vous pensez que ces points ont été résolus, vous pouvez retirer ce bandeau et améliorer la mise en forme d'un autre article.
Carole Forget est une poète québécoise née à St-Jérôme dans la région des Laurentides.

## Biographie
Carole Forget habite à Montréal. Elle a vécu en Martinique et en France. Elle détient une maîtrise en études littéraires, profil création, de l’Université du Québec à Montréal. Son mémoire de maîtrise a été rédigé sous la direction de Louise Dupré. Elle est boursière du Conseil des arts et des lettres du Québec ainsi que du Conseil des Arts du Canada.
Carole Forget est correspondante au Québec pour la revue belge Francophonie Vivante.

## Œuvre
L'écriture de Carole Forget propose une réflexion sur les lieux et les liens d'appartenance. Les enjeux mémoriels en constituent souvent des éléments centraux d'interrogation.
Elle a publié plusieurs livres de poésie, des livres d’art, ainsi que des textes dans des revues québécoises et françaises. Certains de ses poèmes ont été traduits en espagnol et en anglais. Elle a participé à des événements littéraires tant au Québec qu’à l’étranger, dont le Festival de la poésie de Montréal, Festival international de la poésie de Trois-Rivières, Festival de poésie de La Havane, le Marché de poésie de Paris ainsi que des événements à différentes Maisons de la culture à Montréal .
Elle a fait une résidence d’écriture à la Maison de poésie d’Amay, en Belgique au cours de laquelle son livre Langue de départ a été partiellement écrit. Langue de départ, publié aux éditions Triptyque en 2018, s’est mérité une Mention spéciale au Grand Prix Québécor du Festival International de poésie de Trois-Rivières.
Elle a réalisé plusieurs projets conjoints avec des artistes en art visuel. Certains ont fait l’objet d’expositions et de publications, dont Comme si le vide avait un lieu (éditions du passage, 2006) écrit à partir de photographies de l’artiste-architecte Melvin Charney; Et le désastre, mon amour, (éditions d’Art Le Sabord, 2013) exposé au Musée des beaux-arts de St-Hilaire; à Montréal et à La Havane; L’Écumante (Le temps volé éditeur, 2014, livre d’art), exposé à la Maison de la poésie de Montréal, ces deux derniers projets ayant été réalisés avec l’artiste Michel Depatie.

## Publications
- Langue d'arrivée, carnet des lieux, de la langue, de leurs liens (essai), Les éditions du passage, collection essai, 2023, Montréal.
- Langue de départ (poésie), Les éditions Triptyque, 2018, Montréal. (Mention spéciale au Grand prix Québécor du Festival international de poésie de Trois-Rivières)[6].
- Noire de soleil (poésie), Le temps volé éditeur, 2014, Montréal [7].
- Le sol ralentit sous mes pas (poésie), Les éditions Triptyque, 2013, Montréal[8],[9].
- Et le désastre, mon amour (poésie), Les éditions d’art Le Sabord, 2013, Trois-Rivières[10].
- L’écumante (poésie), en collaboration avec  le photographe Michel Depatie. Le temps volé éditeur, 2011, Montréal[11].
- La nudité ne dévoile pas une femme émue (poésie), Éditions de l’Hexagone, 2008, Montréal.
- Comme si le vide avait un lieu (poésie), écrit à partir de photographies de Melvin Charney, éditions du passage, 2006, Montréal[12].
- Elle habite une metropolis (poésie), Éditions David, 2002, Ottawa.
- L'Autre versant (poésie), Éditions du Vertige, Montréal, 1992[13].